# Mike Burns
Michael Thomas Burns, född 14 september 1970 i Marlborough, Massachusetts, är en amerikansk före detta fotbollsspelare. Under sin karriär gjorde han 75 landskamper för USA:s landslag och deltog bland annat i VM 1994 och VM 1998.
Han är sedan 2011 general manager för New England Revolution.

## Karriär
Efter att ha avslutat studierna på Hartwick College så skrev Mike Burns på ett kontrakt med USA:s fotbollsförbund vilket gjorde att han var tillgänglig för landslaget på heltid. 1995 blev han utlånad till danska Viborg FF och återvände till USA året efter för spel med New England Revolution i nya Major League Soccer. Där gjorde han 108 matcher innan han blev bortbytt till San Jose Earthquakes i juni 2000. Burns spelade klart säsongen med San Jose Earthquakes men blev inför säsongen 2001 återigen bortbytt, nu till Kansas City Wizards. Där spelade han i två säsonger innan han avslutade karriären.

## Meriter
USA
- CONCACAF Gold Cup
  - Silver: 1998
  - Brons: 1996